# Renderització 3D
La renderització en 3D és el procés de gràfics per computadora 3D que converteix automàticament models de marcs de filferro 3D en imatges 2D en un ordinador. Els rendiments 3D poden incloure efectes fotorealistes o representacions no fotorealistes.

## Mètodes de renderització

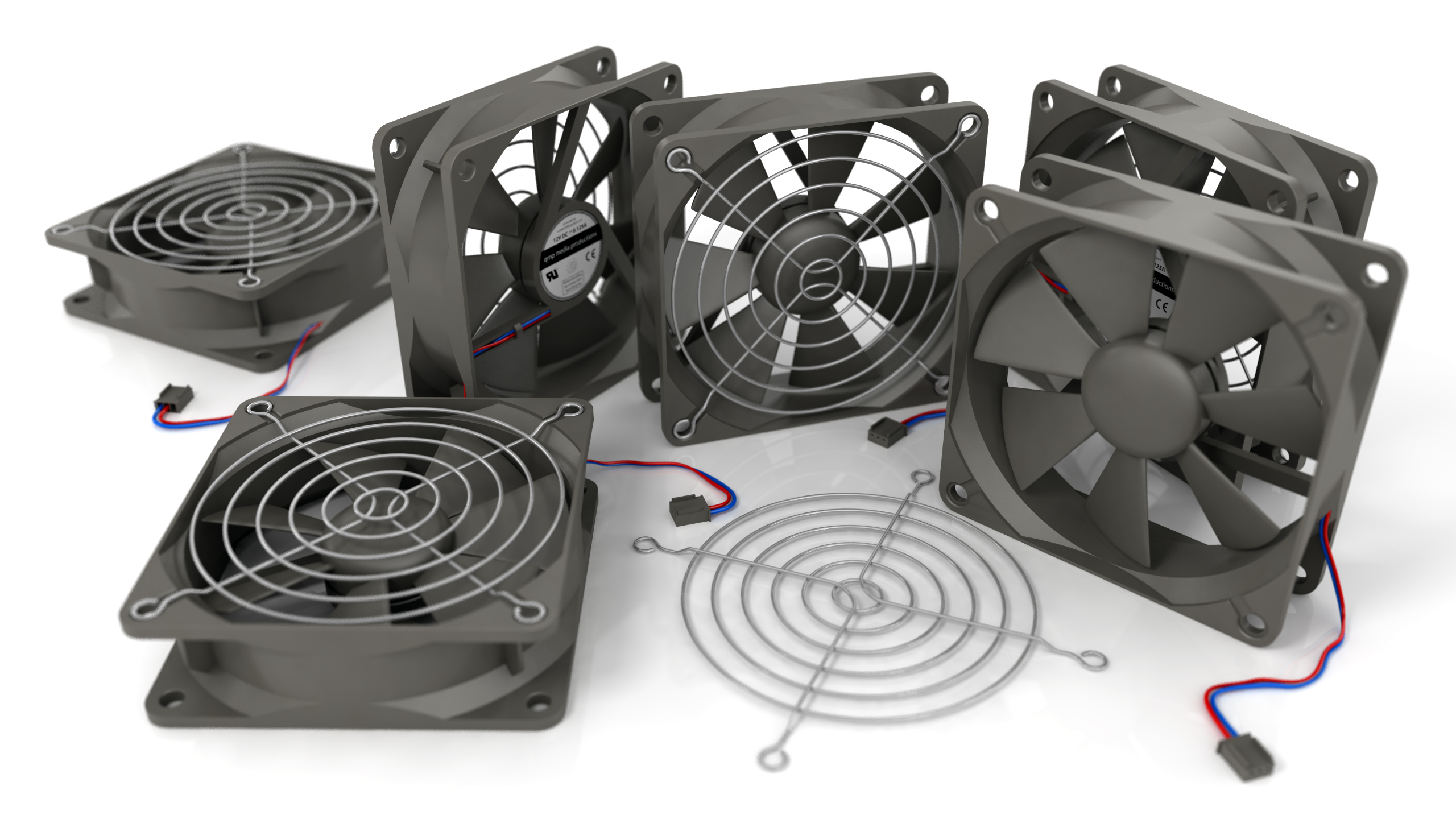
Una imatge realista 3D renderitzada de 6 aficionats a l'ordinador amb representació de la radiositat, DOF i materials de procediment.

La renderització és el procés de crear la imatge o animació real de 2D des de l'escenari preparat. Consisteix en un conjunt de processos per mitjà dels quals un dispositiu de sortida d'un ordinador permet visualitzar una imatge o una escena, generalment en tres dimensions, simulant-ne els efectes òptics de llum, ombra, color, textura o moviment a partir de les dades d'un model computacional. Això es pot comparar amb fer una foto o gravar l'escena després de la finalització de la instal·lació a la vida real. S'han desenvolupat diversos mètodes de representació diferents, sovint especialitzats. Aquests varien des del marc wireframe clarament no realista que es realitza mitjançant renderització basada en polígons, fins a tècniques més avançades com ara: la renderització del scanline, el seguiment de la llum o la radiositat. La representació pot trigar de fraccions d'un segon a un dia per una sola imatge o marc. En general, els diferents mètodes són més adequats per a la representació fotorrealista o la representació en temps real.

## Renderització en temps real

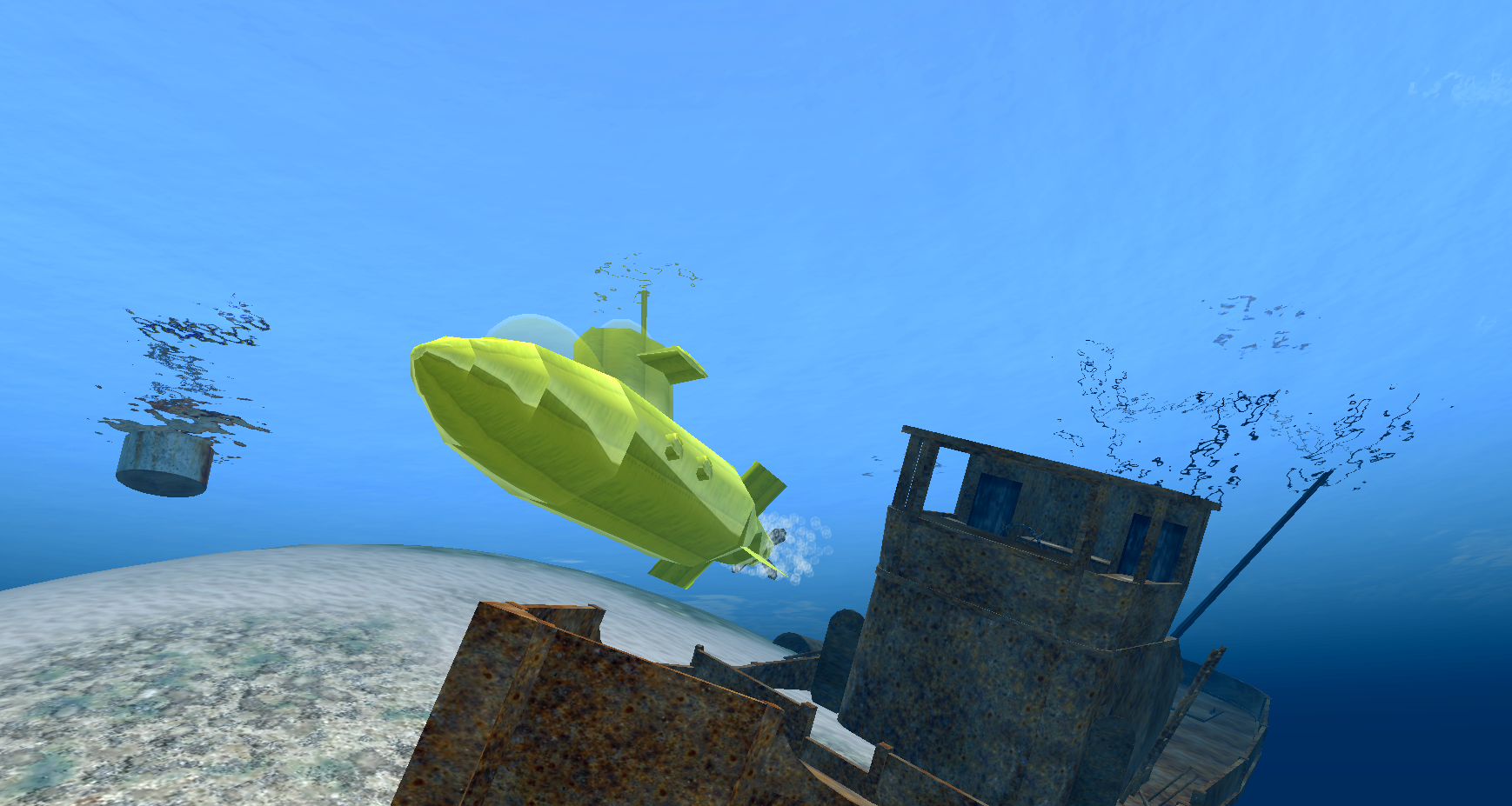
Una captura de pantalla de Second Life, un exemple d'un vell joc en línia que fa fotogrames en temps real.

La renderització per a mitjans interactius, com ara videojocs i simulacions, es calcula i es visualitza en temps real, amb una velocitat aproximada de 20 a 120 fotogrames per segon. En la representació en temps real, l'objectiu és mostrar tanta informació com sigui possible, ja que l'ull pot processar-se en una fracció de segon (també en un marc. En el cas de 30 animacions per segon, un marc abasta un 30 d'un segon). L'objectiu principal és assolir un grau de fotorealisme tan alt com sigui possible a una velocitat de renderització mínima acceptable (normalment 24 fotogrames per segon, ja que aquest és el mínim que l'observador ha de veure per crear amb èxit la il·lusió del moviment). De fet, les explotacions es poden aplicar a la manera com l'ull "percep" el món, i com a resultat, la imatge final presentada no és necessàriament la del món real, sinó una tan propera que l'ull humà pot tolerar. El programari de renderització pot simular tals efectes visuals com flamarades de lent, profunditat de camp o desenfocament de moviment. Són intents de simular fenòmens visuals derivats de les característiques òptiques de les càmeres i de l'ull humà. Aquests efectes poden donar un element de realisme a una escena, fins i tot si l'efecte és simplement un artefacte simulat d'una càmera. Aquest és el mètode bàsic utilitzat en jocs, mons interactius i VRML. El ràpid augment de la potència de processament d'ordinadors ha permès un grau de realisme progressivament més alt fins i tot per a la representació en temps real, incloent tècniques com la renderització en HDR. La representació en temps real és sovint poligonal i assistida per la GPU de l'ordinador.

## Renderització en temps no real

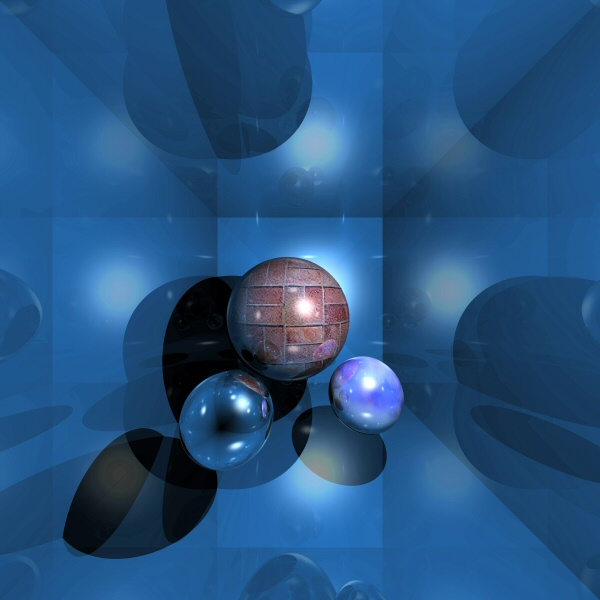
Un exemple d'una imatge traçada per raigs que normalment triga uns segons o minuts a representar.

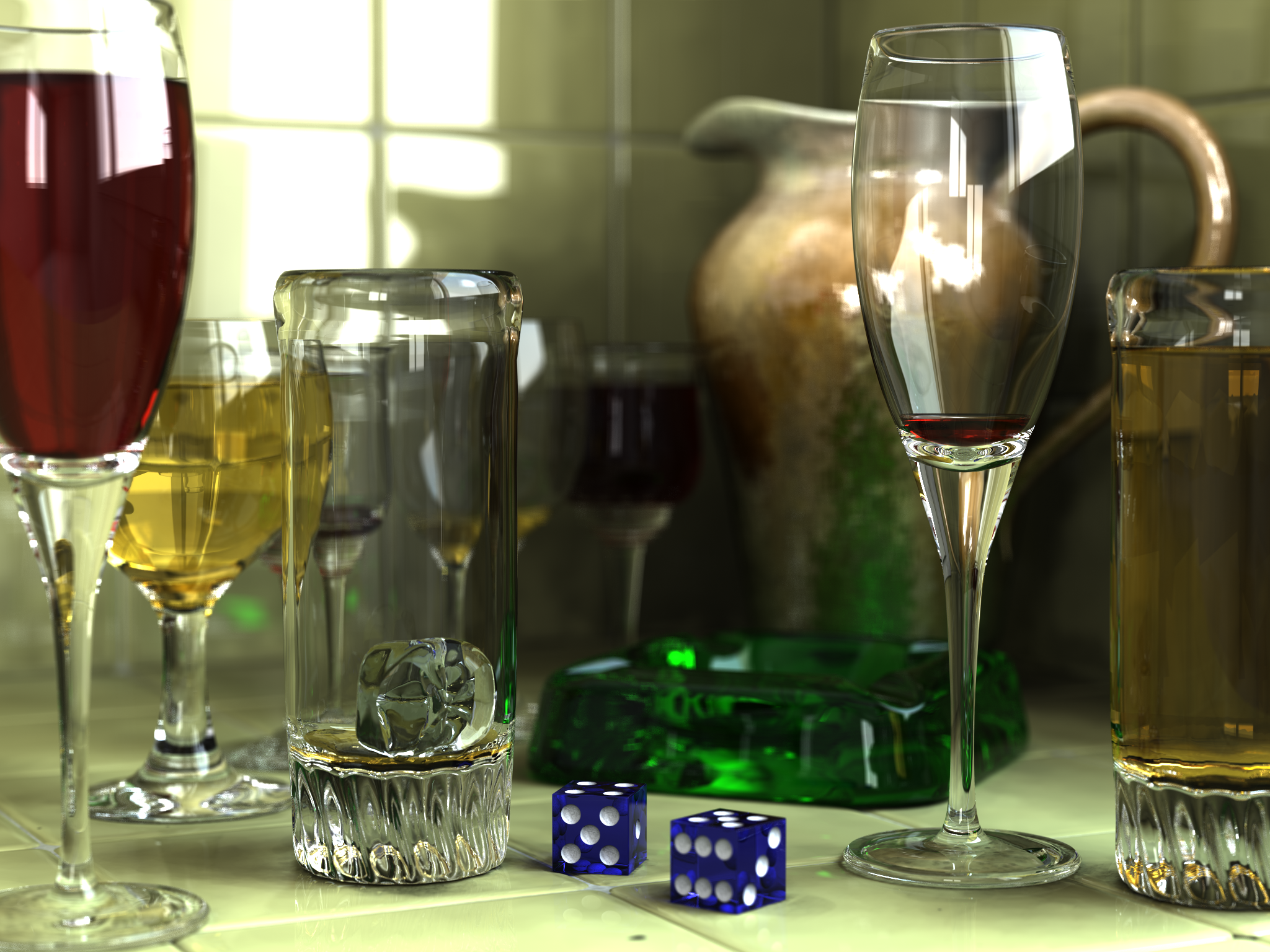
Imatge generada per ordinador creada per Gilles Tran.

Les animacions per a mitjans no interactius, com ara pel·lícules i vídeos, es realitzen molt més lentament. La representació temporal no real permet l'aprofitament de la capacitat de processament limitada per obtenir una major qualitat d'imatge. Els temps de renderització dels marcs individuals poden variar d'uns segons a diversos dies per a escenes complexes. Els marcs renderitzats s'emmagatzemen en un disc dur i es poden transferir a altres suports com ara a pel·lícules de cinema o discos òptics. Aquests marcs es mostren de forma seqüencial a altes taxes de fotogrames, generalment de 24, 25 o 30 fotogrames per segon, per aconseguir la il·lusió del moviment.
Quan l'objectiu és el fotorrealisme, s'utilitzen tècniques com el rastreig de raigs o la radiositat. Aquest és el mètode principal emprat en mitjans digitals i obres artístiques. S'han desenvolupat tècniques per tal de simular altres efectes naturals, com ara la interacció de la llum amb diverses formes de matèria. Exemples d'aquestes tècniques inclouen sistemes de partícules (que poden simular la pluja, el fum o el foc), el mostreig volumètric (per simular la boira, la pols i altres efectes atmosfèrics espacials), caústics (per simular un enfocament de llum per superfícies desiguals de refracció de llum, com ara ondulacions lleugeres que es veuen al fons d'una piscina) i la dispersió subterrània (per simular la llum que reflecteix els volums d'objectes sòlids com la pell humana).
El procés de renderització és computacionalment car, degut a la complexa varietat de processos físics que comporta. El poder de processament de l'ordinador ha augmentat ràpidament al llarg dels anys, permetent un grau progressivament més gran de representació realista. Els estudis de cinema que produeixen animacions generades per ordinador solen utilitzar una granja de representació per generar imatges de manera oportuna. Tanmateix, la caiguda dels costos del maquinari significa que és totalment possible crear petites quantitats d'animació 3D en un sistema informàtic domèstic. La sortida del renderitzador s'utilitza sovint com una petita part d'una escena de pel·lícula completa. Moltes capes de material es poden representar per separat i s'integren en el tir final amb programari de composició.

## Models de reflexió i ombrejat
Els models de reflexió/dispersió i ombrejat s'utilitzen per descriure l'aparença d'una superfície. Tot i que aquests problemes poden semblar problemes sols, s'estudien gairebé exclusivament en el context de la representació. Els gràfics informàtics 3D moderns es basen en un model de reflexió simplificat anomenat model de reflexió de Phong (no s'ha de confondre amb Phong shading). En refracció de la llum, un concepte important és l'índex de refracció. En la majoria de les implementacions de programació 3D, el terme per aquest valor és "índex de refracció" (generalment curt per a IOR). L'ombrejat es pot dividir en dues tècniques diferents, que sovint s'estudien de forma independent:
- Superfície de superfície: com la llum s'estén per una superfície (principalment utilitzada per a la representació de scanline per a la representació 3D en temps real en els videojocs)
- Reflexió / dispersió: com la llum interacciona amb una superfície en un punt determinat (s'utilitza principalment per a la representació de rastreig de raigs per a la representació 3D realista i artística en temps real, tant en imatges CGI 3D com en 3D i animacions 3D no interactives CGI)

### Algorismes d'ombrejat de superfície
La superfície popular que ombreja algoritmes dels gràfics d'ordinador 3D inclou:
- Ombrejat pla: tècnica que omple cada polígon d'un objecte basat en el "normal" del polígon i la posició i intensitat d'una font de llum.
- Ombrejat Gouraud: inventat per H. Gouraud el 1971, una tècnica d'ombreig de vèrtex ràpid usada per simular superfícies suaument ombrejades.
- Ombrejat Phong: inventat per Bui Tuong Phong, utilitzat per simular aspectes especulars i superfícies llises i suaus.

### Reflexió

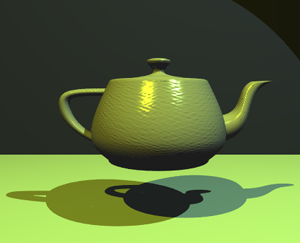
La Tetera de Utah

La reflexió o dispersió és la relació entre la il·luminació entrant i la sortida en un punt donat. Les descripcions de dispersió solen donar-se en termes d'una funció de distribució de dispersió bidireccional o BSDF.

### Ombrejat
L'ombrejat és la manera com es distribueixen els diferents tipus de dispersió a la superfície (és a dir, quina funció de dispersió s'aplica). Les descripcions d'aquest tipus normalment s'expressen amb un programa anomenat shader (tingueu en compte que hi ha certa confusió, ja que la paraula "shader" s'utilitza de vegades per a programes que descriuen la variació geomètrica local). Un exemple senzill d'ombrejat és el mapatge de la textura, que utilitza una imatge per especificar el color difús en cada punt d'una superfície, donant-li més detalls aparents.
Algunes tècniques d'ombrejat inclouen:
- Bump mapping: Inventat per Jim Blinn, una tècnica de pertorbació normal utilitzada per simular superfícies arrugades.
- Cel shading: Una tècnica utilitzada per imitar l'aspecte de l'animació dibuixada a mà.

### Transport
El transport descriu com la il·luminació en una escena arriba d'un lloc a un altre. La visibilitat és un component important del transport lleuger.

### Projecció

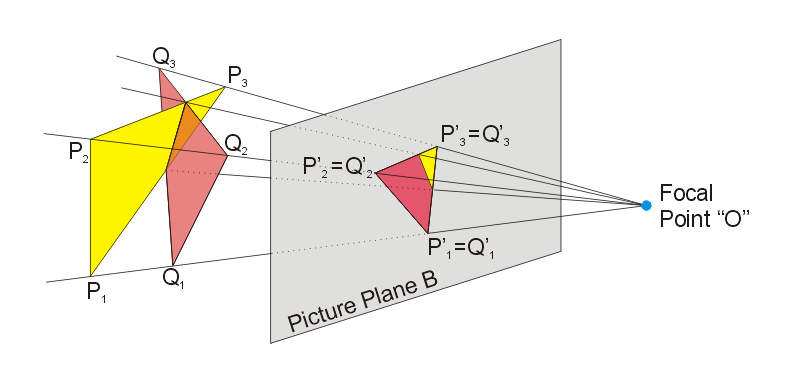
Projecció de perspectiva

Els objectes tridimensionals ombrejats han de ser aplanats de manera que el dispositiu de visualització (és a dir, un monitor) pugui mostrar-lo en només dues dimensions, aquest procés s'anomena projecció tridimensional. Això es fa utilitzant la projecció i, per a la majoria de les aplicacions, la projecció de perspectiva. La idea bàsica darrere de la projecció de perspectiva és que els objectes més allunyats es fan més petits en relació amb els que estan més a prop de l'ull. Els programes produeixen perspectiva multiplicant una constant de dilatació elevada a la potència del negatiu de la distància de l'observador. Una constant de dilatació d'un significa que no hi ha cap perspectiva. Les constants d'alta dilatació poden causar un efecte d' "ull de peix" en el qual la distorsió de la imatge comença a produir-se. La projecció ortogràfica s'utilitza principalment en aplicacions CAD o CAM on el modelatge científic requereix mesures precises i la preservació de la tercera dimensió.